# یوپ کارپ
یوپ کارپ (انگلیسی: Joop Carp; ۳۰ ژانویهٔ ۱۸۹۷ – ۲۵ مارس ۱۹۶۲) قایقران قایق بادبانی اهل هلند بود.